# Harold & Kumar Go to White Castle
Harold & Kumar Go to White Castle (no Brasil, Madrugada Muito Louca; em Portugal, Grande Moca, Meu) é um filme americano de 2004, uma comédia dirigida por Danny Leiner e escrita por Jon Hurwitz e Hayden Schlossberg.

## Sinopse
Conta a história de Harold Lee (John Cho) e Kumar Patel (Kal Penn ), dois amigos que moram juntos e vivem fumando maconha e se metendo em confusão. Numa noite de sexta-feira, depois de um dia estressante como analista de investimentos júnior, Harold volta para o seu apartamento onde mora com Kumar e, como de costume, resolvem relaxar em frente à televisão e fumar cannabis. Minutos depois decidem matar a fome num lugar especial, com uma comida especial. Neste momento, são persuadidos por um comercial de hambúrgueres da lanchonete White Castle, e decidem ir comer lá. Porém, até chegarem ao seu destino e desfrutarem de maravilhosos hambúrgueres, batatas fritas e refrigerante, eles terão de passar por diversas situações hilárias e bastante incomuns, até se darem conta de que muitas coisas na vida exigem coragem e atitude.

## Elenco
- John Cho como Harold Lee: Um jovem americano de origem coreana, tímido, trabalhador e submisso às vontades de seu melhor amigo e companheiro de apartamento, Kumar.
- Kal Penn como Kumar Patel: Jovem de ascendência Hindú, de família de médicos renomados, Kumar luta contra o inevitável destino de seguir carreira em Medicina, embora prefira levar a vida numa boa, curtindo e fumando marijuana.
- Paula Garcés como Maria QuesaDilla: Vizinha de Harold e Kumar, Maria é a garota por quem Harold é apaixonado, embora nunca tenham conversado devido a timidez de Harold.
- Neil Patrick Harris como Neil Patrick Harris, atua em seu próprio nome, como um ator adorado e viciado em sexo, que anda por aí sem rumo e sem medo de experimentar coisas novas.
- David Krumholtz como Goldstein, antigo amigo de Kumar e vizinho. Goldstein é judeu, assim como seu companheiro de quarto, Rosenberg
- Eddie Kaye Thomas como Rosenberg, um judeu bastante culto, que no entanto segue junto aos amigos uma vida um tanto desregrada.
- Robert Tinkler como J.D.
- Fred Willard como Dr. Willoughby
- Dan Bochart como valentão dos esportes radicais
- Anthony Anderson como empregado do Burger Shack
- Siu Ta como Cindy Kim
- Bobby Lee como Kenneth Park
- Dov Tiefenbach como Bradley, o Hippie
- Errol Sitahal como Dr. Patel, pai de Kumar
- Shaun Majumder como Saikat Patel, irmão de Kumar
- Ryan Reynolds como Enfermeiro gay
- Christopher Meloni como Freakshow
- Malin Åkerman como Liane, esposa de Freakshow
- Sandy Jobin-Bevans como Officer Palumbo
- Gary Anthony Williams como Tarik
- Gary Archibald como Nathaniel Brooks
- John Boylan como Oficial Brooks[1]

## Recepção
No site agregador de críticas Rotten Tomatoes, 74% das 146 resenhas dos críticos são positivas. O consenso diz que "as ligações simpáticas e subversão de estereótipos raciais elevam Harold e Kumar acima de uma típica comédia."

## Sequências
Harold & Kumar Escape from Guantanamo Bay, no Brasil, Madrugada Muito Louca 2, segue a continuação do primeiro, em que Harold e Kumar vão até Amsterdã atrás de Maria, a garota dos sonhos de Harold.
Porém no avião, Kumar é confundido com um terrorista, o que leva a dupla a ser detida e levada até a Baia de Guantanamo, onde estão detidos os mais perigosos criminosos do mundo.  
Os produtores de ambos os filmes já anunciaram, em 2010, uma nova sequência de Harold e Kumar, até agora intitulada A Very Harold & Kumar Christmas, com previsão de lançamento em 2011.